# الحياة الجنسية

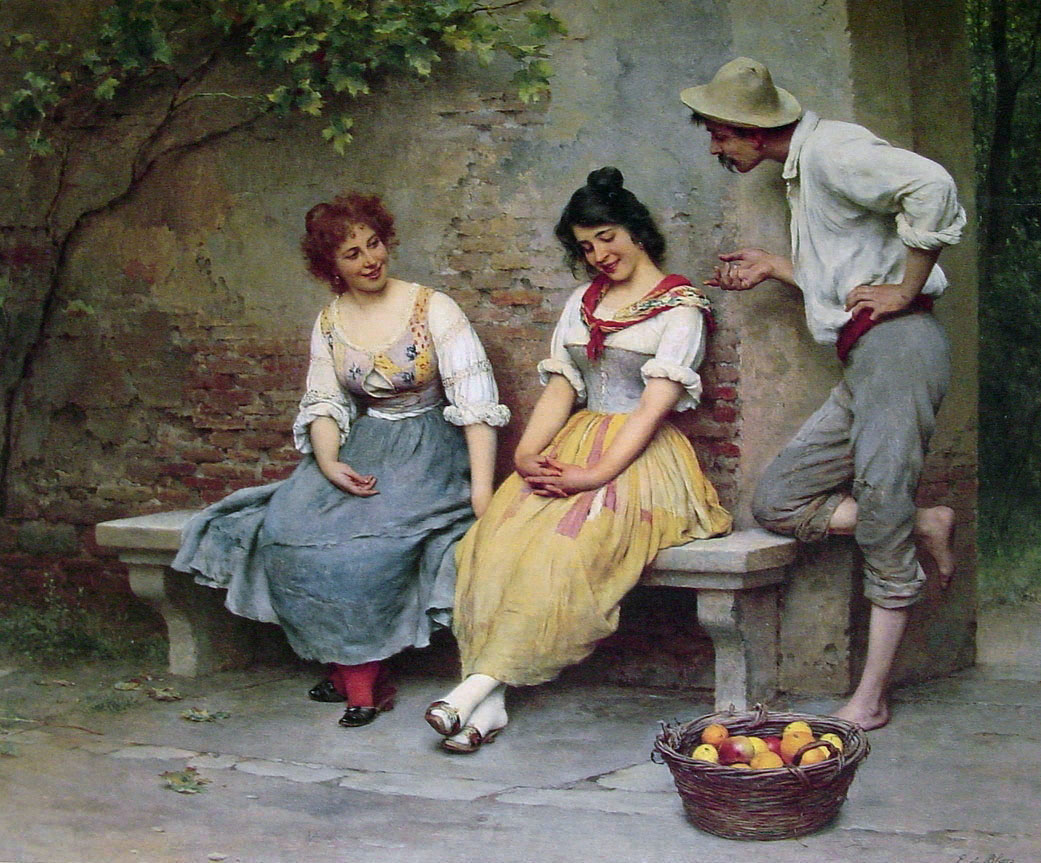

في سلوك الإنسان الجنسي، يشير مصطلح الحياة الجنسية إلى ذلك الجزء في الحياة اليومية الذي يتضمن القيام بسلوك جنسي. وهي النقيض النفسي والاجتماعي لمفهوم العزوبية الاضطرارية. ويمكن الادعاء بأن مفهوم «الحياة الجنسية» يختلف عن موضوع النشاط الجنسي للإنسان بشكل عام؛ حيث تشير «الحياة الجنسية» إلى ذلك الجزء من الحياة الذي يتضمن سلوكًا جنسيًا ربما يكون يحدث بالفعل، وليس السلوك الجنسي نفسه. ومن ثم، فإن «الحياة الجنسية» تختلف من شخص لآخر؛ فالبعض يعيشها والبعض الآخر لا.
وفي الحديث العام الذي يتضمن هذا المصطلح، فقد تكون له العديد من المعاني الفرعية والفئات الاجتماعية، ولكنه يشتمل عمومًا على ما يلي:
- قدرة الفرد على الدخول، إما على أساس منتظم أو شبه منتظم، في أوضاع متفق عليها طوعًا أو بالتراضي تتضمن سلوكًا جنسيًا مع طرف آخر؛ أي ممارسة سلوك آخر غير الاستمناء الفردي. وهذا يعني بالأساس وجود شخص آخر في هذا الوضع، مع حدوث الجماع أو عدم حدوثه، وبغض النظر عما إذا كانت هذه الأوضاع مع شريك واحد جنسيًا أم لا؛ أي أن «الحياة الجنسية» قد تكون سهلة مع شريك جنسي واحد لمدة طويلة كما يمكن أن تكون مع العديد من الشركاء في تتابع سريع خلال حياة الفرد. جدير بالذكر أن فكرة «بانتظام أو شبه انتظام»، يمكن أن تتفاوت بالطبع، وهذا ما يحدث بالفعل، ولكن كقاعدة عامة، لا يمكن القول على شخص ما إن لديه «حياة جنسية» إذا كان دخوله في أوضاع جنسية غير الاستمناء يقتصر على مرة أو مرتين في العام على أفضل تقدير (باستثناء الامتناع الطوعي) أو إذا كان الشخص مضطرًا لأن يكون أعزبًا.
- إذا افترضنا أن ما سبق صحيح، فهذا معناه أن الشخص الذي يعيش حياة جنسية يكون قادرًا على استكشاف مهاراته الجنسية الحالية وتعميقها وكذلك، عندما يرغب، تكون لديه الفرصة لتعلم مهارات جديدة و«النضوج» كإنسان من الناحية الجنسية.
- يستطيع الفرد، بسبب هذه العوامل، أن يكون لديه «جزء» من «حياته» ككل يتضمن ممارسة الجنس بطريقة تشبه إلى حدٍ ما تخصيص «جزء» من حياة الرياضيين لممارسة الرياضة أو تخصيص «جزء» من حياة الموسيقيين لعزف الموسيقى. يمكن أن ينظر الفرد الذي يعيش حياة جنسية آمنة ومتطورة باستمرار إلى النشاط الجنسي بشكل أساسي باعتباره جزءًا فعالاً من كينونته، ومع أن الحياة الجنسية الآمنة لا تعني بالضرورة إحساس الفرد الدائم بالثقة في النفس أو أنه جذاب جنسيا، فإن ممارسة الجنس بانتظام والقدرة على تعميق نطاق مهارات الفرد الجنسية وتوسيعها توفر طمأنينة نفسية معينة تتعلق بـ الانجذاب الجنسي الذي يفتقده الأشخاص الذين ليس لديهم «حياة جنسية».

تشير العديد من المصادر إلى أن معدل تكرار الجماع في البشر ربما يتراوح بين صفر (الامتناع الجنسي أو نقيضه العزوبية الاضطرارية) و15 أو 20 مرة في الأسبوع. وفي الولايات المتحدة الأمريكية، يبلغ متوسط معدل تكرار الجماع بين الزوجين 2 أو 3 مرات في الأسبوع. وبشكل عام، من المعروف أن النساء في فترة ما بعد الإياس يحدث لهن انخفاضٌ في معدل تكرار الجماع وأن متوسط معدل تكرار الجماع ينخفض مع التقدم في السن. ووفقًا لـ معهد كينسي، فإن متوسط معدل تكرار الجماع في الولايات المتحدة هو 112 مرة في العام (للأشخاص في الفئة العمرية بين 18 و29 سنة) و86 مرة في العام (للأشخاص في الفئة العمرية بين 30 و39 سنة) و69 مرة في العام (للأشخاص في الفئة العمرية بين 40 و49 سنة).